# Єпархія Колонії Каппадокійської
Єпархія Колонії Каппадокійської  (лат. Dioecesis Coloniensis in Cappadocia) - закритий престол Константинопольського патріархату і титул католицької церкви.

## Історія
Колонія Каппадокія, ідентифікована з Аксарай в сучасній Туреччині, є стародавнім єпископським престолом римської провінції Каппадокія Терза в цивільній єпархії Понт. Вона входила до Константинопольського патріархату і була суфраганкою архієпархії Мокіссо.
Місце знаходження задокументовано в усіх Notitiae Episcopatuum Константинопольського патріархату до ХІІ століття. Ймовірно, престол зник з турецькою окупацією регіону.
Є вісім відомих єпископів цієї кафедри. Першим єпископом є Еритрій, який брав участь у Нікейському соборі 325 року. Боспорій був присутній на Константинопольському соборі 381 року; сам єпископ відомий листом святого Василія 374 р. та іншими листами Григорія Богослова; Нарешті Палладій пише, що Боспорій перебував на 48-му році єпископства, коли Іванн Золотоустий був засланий (у 404 році). Даниїл був одним із батьків Ефеської ради в 431 році, тоді як Аристомах брав участь у Халкедонській у 451 році; до того ж Аристомах підписав лист єпископів провінції Каппадокії Терзи до імператора Лева в 458 році після смерті Протерія Александрійського. Єпископ Алессандр був присутнім на соборі під керівництвом патріарха Мена в 536 році, тоді як Конон був серед батьків собору, відомого як Трулло 692 року. Печатка повернула імена двох єпископів, Никифора та Феодосія, які жили між Х і ХІ століттями.
З 1933 р. колонія Каппадокія входить до списку титульних єпископських престолів Католицької Церкви; місце було вакантним з 10 грудня 1970 року.

## Хронотаксис

### Грецькі єпископи
- Еритрій † (згадується в 325 р.)
- Боспорій † (374 - після бл. 404 р.)
- Данило † (згадується в 431 р.)
- Аристомах † (до 451 - після 458 р.)
- Александр † (згадується в 536 р.)
- Конон † (згадується в 692 р.)
- Никифор † (Х ст.)
- Феодосій† (ХІ ст.)

### Титулярні єпископи
- Антоніо Баччі † (5 квітня 1962 - 19 квітня 1962 пішов у відставку)
- Франсуа Ксав'є Артур Флоран Моріо † (23 березня 1963 - 10 грудня 1970 пішов у відставку)

## Зовнішні посилання
- (англ.) La sede titolare nel sito di www.catholic-hierarchy.org
- (англ.) La sede titolare nel sito di www.gcatholic.org